# Tanlan (álbum)
Tanlan é um EP da banda de rock gaúcho homônima, lançado em 2005 de forma independente. A obra foi gravada com a produção e masterização de Kiko Ferraz e contém quatro músicas que seriam apresentadas, mais tarde, no disco de estreia Tudo que eu Queria (2008).

## Faixas
1. "É mais"
2. "Vim dizer"
3. "Marionetes"
4. "Cada segundo"